# Thomas R. Dawber
Thomas Royle „Roy“ Dawber (* 18. Januar 1913 in Duncan, British Columbia; † 23. September 2005 in Naples, Florida) war ein US-amerikanischer Kardiologe und Epidemiologe, der vor allem für seine Leistungen im Zusammenhang mit der Framingham-Studie bekannt ist.

## Leben und Wirken
Dawbers Vater war ein methodistischer Geistlicher, der 1911 mit seiner Frau aus Cheshire, England, nach Kanada ausgewandert war. Später übersiedelte die Familie nach Philadelphia, Pennsylvania. Roy Dawber erwarb 1933 am Haverford College in Haverford, Pennsylvania, einen Abschluss und studierte von 1933 bis 1937 Medizin an der Harvard Medical School in Boston, Massachusetts. Von 1937 bis 1949 arbeitete er für die United States Coast Guard im Brighton Marine Hospital in der Nähe von Boston, zuletzt als Chefarzt der Inneren Medizin.
1949 übernahm Dawber von Gilcin Meadors die Leitung der Framingham-Studie, einer 1948 gestarteten, großangelegten Kohortenstudie zu Gesundheit und Krankheit mehrerer Tausend Einwohner des Städtchens Framingham in Massachusetts. Während sie zunächst als Mischung zwischen Beobachtungsstudie und Interventionsstudie konzipiert war, bewirkte Dawber, dass die Studie sich auf die Identifizierung der Ursachen von Herzerkrankungen konzentrierte, weil zu jener Zeit noch zu wenig über mögliche Therapien bekannt war. Dawber machte sich besonders um die Akzeptanz der Studie bei den Einwohnern Framinghams verdient. Dawber erwarb an der Harvard School of Public Health noch einen Master in Gesundheitswissenschaften. 1966 ging Dawber als Professor für Präventive Medizin an die Boston University. Als 1968 die Finanzierung der Framingham-Studie durch die US-Regierung auslief, organisierte Dawber über private Spenden die Fortführung der Studie. Später übernahmen die National Institutes of Health wieder die Finanzierung, aber das Forscherteam blieb in Boston.
Dawber veröffentlichte mehr als 100 wissenschaftliche Publikationen, darunter die wegweisende Studie zur erstmaligen Identifizierung kardiovaskulärer Risikofaktoren, insbesondere arterielle Hypertonie, Hypercholesterinämie, Herzrhythmusstörungen und – damals noch „möglicherweise“ – Tabakrauchen. 1988 veröffentlichte Dawbers Arbeitsgruppe eine Arbeit zur Assoziation zwischen „Typ-A-Verhalten“ (Ehrgeiz, Anspannung, Aggression) und Herzerkrankungen. Weitere wichtige epidemiologische Erkenntnisse der Framingham-Studie sind der Zusammenhang zwischen arterieller Hypertonie und Schlaganfall oder die schützende Wirkung des High Density Lipoprotein (HDL). Die Framingham-Studie wird weitergeführt und schließt heute Kinder und Enkelkinder der ersten Probanden ein.
Dawber soll dreimal für einen Nobelpreis nominiert worden sein. 1976 erhielt er gemeinsam mit William B. Kannel „für ihre sorgfältigen epidemiologischen Studien, die kardiovaskuläre Risikofaktoren aufgedeckt haben und wichtige Implikationen für die Verhütung dieser Krankheiten haben“ den Gairdner Foundation International Award.
1980 ging Dawber mit 67 Jahren in den Ruhestand. Er übersiedelte nach Naples, Florida. 1995 starb seine Frau an Parkinson-Krankheit. Im Alter von 90 erkrankte Roy Dawber an Alzheimer-Krankheit, an deren Folgen er 2005 starb. Er hinterließ einen Sohn und eine Tochter sowie zwei Enkelkinder.